# Nezumia wularnia
Nezumia wularnia és una espècie de peix de la família dels macrúrids i de l'ordre dels gadiformes.

## Morfologia
- Els mascles poden assolir 37 cm de llargària total.[5]

## Hàbitat
És un peix d'aigües profundes que viu entre 500-1320 m de fondària.

## Distribució geogràfica
Es troba a Austràlia Occidental.